# さくらと一郎
さくらと一郎（さくら と いちろう）は、徳川一郎（とくがわ いちろう）と山岡さくら（やまおか - ）によるデュエット歌手。現在のさくらは2代目であるが、現在でも「さくらと一郎」として歌手活動を行っている。
1974年、それぞれソロ歌手だった一郎こと徳川一郎と初代さくらでコンビ結成。同年リリースした「昭和枯れすゝき」が150万枚の大ヒット。1978年、河野さくらが離脱しコンビ解消。後に一郎が2代目さくら（山岡さくら）と組み現在にいたる。

## メンバー

### 一郎
- 徳川 一郎（とくがわ いちろう、1948年3月15日[2] - ）静岡県出身[2]。男声担当。本名は遠藤晃。

### さくら
- 河野 さくら（1948年1月22日[2] - ）福島県二本松市出身[2]。本名は菅野 和子（かんの かずこ）。初代さくらであったが、1978年にソロ歌手に転向。その後2001年に漫談家・松鶴家千とせとコンビを組み、「さくらと千とせ」として「昭和枯れすすき」の新バージョンをリリースした。
- 山岡 さくら（やまおか さくら、1956年2月21日 - ）群馬県出身。女声担当。本名は佐俣光子。2代目である。

## 主な曲
- 昭和枯れすゝき（TBS系『時間ですよ昭和元年』挿入歌）
- 平成枯れすすき/バッカじゃなかろかルンバ!（2006年）二曲とも作詞：徳川一郎、永島浩之（元いんぐりもんぐり）、作曲：徳川一郎、新田一郎。「バッカ〜」は長谷川真吾が2009年に「馬っ鹿じゃなかろかルンバ」としてシングルリリース。
- 「かつおぶし」（昭和55年5月）「松村又一作詞・稲沢祐介作曲］

など

## エピソード
- 2008年5月29日、プロ野球交流戦で東北楽天ゴールデンイーグルスと読売ジャイアンツ（巨人）と対戦した。9回裏の攻撃で追加点を狙う巨人が2死一塁の状況で一塁走者の矢野謙次が二盗を敢行するも憤死し、楽天が勝った。試合後にインタビューに応じた楽天監督の野村克也が「バッカじゃなかろかルンバ～♪」と節を付けたコメントをした。即興のオリジナル曲かと思われたが、実はさくらと一郎の歌であったため、それについてマスコミから取材を受けた。

- 徳川音楽事務所が運営する「さくらと一郎歌謡教室」でカラオケ指導に携わっている[5]。